# Курило (нос)
Носът Курило (на английски: Kurilo Point) е остър и нисък, свободен от лед морски нос на югоизточния бряг на остров Сноу, разположен 3.12 км югозападно от крайната североизточна точка на полуостров Президент Хед и 2.26 км северно от северния край на полуостров Хол. Районът е посещаван от ловци на тюлени през 19 век.
Координатите му са: 62°44′40″ ю. ш. 61°14′39″ з. д. / 62.744444° ю. ш. 61.244167° з. д..
Наименуван е на селището Курило в Западна България. Името е официално дадено на 23 ноември 2009 г.
Българско картографиране от 2009 г. и 2010 г.

## Карти
- Л. Иванов. Антарктика: Остров Ливингстън и острови Гринуич, Робърт, Сноу и Смит. Топографска карта в мащаб 1:120000. Троян: Фондация Манфред Вьорнер, 2009. ISBN 978-954-92032-4-0